# Symfonie nr. 81 (Segerstam)
De Finse componist Leif Segerstam voltooide zijn Symfonie nr. 81 in 2002.
Deze symfonie is geschreven voor het Bergen filharmoniske, een van de oudste orkesten van Noorwegen. Het werk maakt deel uit wat later de Bergentrilogie binnen het oeuvre van Segerstam werd genoemd. Samen met Symfonie nr. 162 en Symfonie nr. 181 vormt het een drieluik van werken die gespeeld moeten worden zonder dirigent. De muziek is daardoor bijna geheel aleatorisch. Deze manier van spelen (en componeren) refereert aan de letterlijke betekenis van het woord symfonie, samen klinken.
De symfonie bestaat uit één deel, zoals de meeste symfonieën van Segerstam. De muziek van Segerstam is moeilijk te omschrijven. Het is een heen en weer schakelen van de grote romantische muziek en klassieke muziek van de 20e eeuw. In dit werk neemt de piano een belangrijke plaats in. De muziek wordt in een trage en relatief zachte passage geïntroduceerd en ook het slot klinkt als zodanig.
De symfonie kreeg als subtitel After eighty. Dit kan zowel verwijzen naar "na de 80e" als naar snoepgoed After Eight, de componist laat de toehoorder altijd gissen.
Het werk beleefde zijn première op 9 oktober 2003 in de Grieghallen in Bergen, het werd gespeeld door de Bergen filharmoniske, zonder dirigent. Waarschijnlijk was de componist wel aanwezig tijdens de opnamen. Aangezien de meeste werken van Segerstam maar één keer uitgevoerd worden (het zijn een soort dagboekfragmenten) dateert de enige opname van dat werk van de première. Het werd uitgebracht door Ondine samen met de twee andere symfonieën uit de trilogie.

## Orkestratie
- 2 dwarsfluiten, 2 hobo's, 2 klarinetten, 2 fagotten
- 4 hoorns, 3 trompetten, 3 trombones, 1 tuba
- pauken,  3 man/vrouw percussie, 2 harpen, 1 of 2 piano's
- violen, altviolen, celli, contrabassen